# NK Naklo
Nogometni klub Naklo bio je nogometni klub iz Nakla, Gorenjska, Republika Slovenija. 

## O klubu
Godine 1981. igrao je finale Republičkog nogometnog kupa Slovenije u kojem je izgubio 0:4 od Maribora.

Godine 1984. promoviran je u Območnu člansku ligu, drugi rang Slovenije, u kojem je igrao šest sezona.

Godine 1990. plasirao se u Slovensku republičku nogometnu ligu te je završio na osmom mjestu.

Godine 1991., s neovisnošću Slovenije, klub je primljen u 1. SNL, u kojoj je igrao 4 sezone.

Godine 1995. broj članova 1. SNL pao je sa 16 na 10, a klub nije uspio održati svoj status. Živilino sponzorstvo je također završilo.

Klub je 2010. godine prestao s radom nakon što nije uspio dobiti natjecateljske licence koje je izdao Slovenski nogometni savez.
Također 2010. godine u Naklu je osnovano ŠD Naklo.

### Promjene imena
Imena klubova kroz povijest:
- Športni klub Slovan (1936. – 1946.)
- Fizkulturno društvo Naklo (1946. – 1952.)
- TVD Partizan Naklo (1952. – 1990.)
- NK Živila Naklo (1990. – 1995.)
- NK Naklo (1995. – 2010.)

## Unutarnje poveznice
- Naklo

## Vanjske poveznice
- Službena stranica kluba